# Aux urnes, les ploucs !
Aux urnes, les ploucs ! (Uncle Sagamore and his girls) est un roman policier américain de Charles Williams. Ce livre est la suite de Fantasia chez les ploucs. Le livre est paru en 1959 aux États-Unis, et en 1960 en France, dans la Série noire au n° 602.

## Résumé
Billy a désormais huit ans, son père « Pop » Sam Noonan et lui sont restés plus longtemps à la ferme de l'oncle Sagamore. Cette fois, ce sont les élections du shérif du comté qui attirent l'attention du vieux Sagamore Noonan, car il est au cœur de la campagne : le shérif sortant avec ses fidèles adjoints Otis et Booger, ainsi que l'opposition, centrent leurs campagnes respectives sur la production de gnôle de Sagamore, dont ils espèrent avoir une preuve de son existence avant le jour d'élection.
Celui qui trouvera l'alambic sera assuré d'être élu par le comté de Blossom. Ils ont dix jours pour faire leur enquête, qui leur apportera, pensent-ils, la consécration. Mais l'oncle Sagamore n'est pas décidé à se laisser faire, et avec l'aide de son frère Sam, va déjouer les plans du shérif et de son concurrent, dans une farandole d'humour noir racontée par le petit Billy, qui ne fait que dire ce qu'il voit et entend, sans comprendre grand-chose de ce que bricolent son père et son oncle face aux deux « politiciens ».

## Éditions françaises
- Série noire no 602, 1960  (ISBN 2070476022)
- Carré noir no 396, 1981  (ISBN 207043396X)
- Folio policier no 208, 2001   (ISBN 2070418162)